# Immersaria olivacea
Immersaria olivacea är en lavart som beskrevs av Calat. & Rambold. Immersaria olivacea ingår i släktet Immersaria och familjen Lecideaceae.   Inga underarter finns listade i Catalogue of Life.